# Молекуларна жица
Молекуларне жице (или другачије молекуларне наножице) су молекуларни ланци који проводе електричну струју. Оне су најбољи предложени градивни елементи за молекуларне електронске уређаје. Њихови типични пречници су мањи од три нанометра, а њихове дужине могу бити макроскопске, до једног или више центиметара.

## Примери
Већина типова молекуларних жица добија се из органских молекула. Једна природно настала молекуларна жица је ДНК. Истакнути неоргански примери укључују полимерне матријале као што су Li2Mo6Se6 i Mo6S9−xIx, [Pd4(CO)4(OAc)4Pd(acac)2], и проширени ланци атома метала (ЕМАCs) са једним молекулом који обухватају атоме прелазних метала директно повезани једни са другима. Молекуларне жице које садрже парамагнетне неорганске групе могу показати Кондо ефекат.

## Структура
За разлику од уобичајенијих наножица (које су врло танки кристали), молекуларне наножице се састоје од мономера који се понављају. У случају ДНК, поновљене јединице су нуклеотиди са окосницом изграђеном од шећера и фосфатних група повезаних естарским везицама. Сваком од шећера је придружена једна од четири врсте база. У случају Mo6S9−xIx, поновљене јединице су Mo6S9−xIx групе, које су спојене заједно флексибилним сумпорним или јодидним мостовима. Молекуларне наножице се могу истраживати и њима се може манипулисати као са појединачним молекулима, али они се често нагомилавају у раствор узорака или снопова. У случају Мо халкокенид-халида, они расту у облику уређених праменова, у којима су појединачни праменови повезани врло слабим Ван дер Валс-овим силама. Појединачни молекули могу се уредити, њима се може манипулисати, и њихова дужина се може контролисати помоћу атомске силе.

## Провођење електрона
Молекуларне жице проводе електрицитет. Обично имају нелинеарне струјне карактеристике напона и не понашају се као једноставни омски проводници. Проводљивост прати типичан закон енергије који се понаша као функција температуре или електричног поља, која год је већа, које произилазе из њиховог јаког једнодимензионалног карактера. Бројне теоријске идеје коришћене су у покушају да се схвати проводљивост једнодимензионалних система, где снажне интеракције између електрона доводе до одступања од нормалног понашања метала (Теорија Фермијеве течности). Важни су они концепти које су увели Томонага, Лутингер и Вигнер. Ефекти изазвани класичним Кулонским одбацивањем (зв. Кулонска блокада), интеракције са вибрационим степенима слободе (зв. Фонон) и квантном декохеренцијом
 такође су важни у одређивању својстава молекуларних жица.

## Синтеза
Развијене су разне методе за синтезу различитих врста молекуларних жица (нпр. органске молекуларне жице и неорганске молекуларне жице). Основни принцип је изградња понављајућих молекуларних структура које су спојене заједно како би проводиле струју. Органске молекуларне жице се обично синтетизују путем реакција посредством прелазних метала. Неорганске молекуларне жице настају под условима који омогућавају стварање једнодимензионалних неорганских структура.

### Органске молекуларне жице
Органске молекуларне жице обично садрже ароматичне прстенове повезане етиленском групом или ацетиленским групама. Реакције унакрсног спајања посредством прелазних метала користе се за повезивање једноставних градивних елемената у конвергентном смислу за изградњу органских молекуларних жица. На пример, синтетизована је једноставна молекуларна жица (B) типа олиго (фенилен етинилен) почевши од лако доступног 1-бромо-4-јодобензена (А). Коначни производ је добијен у неколико корака Шоногашира реакције.
Остале органске молекуларне жице садрже угљеничне наноцеви и ДНК. Карбонске наноцеви могу се синтетизовати путем различитих нано-технолошких приступа. ДНК се може синтетизовати или корак по корак ДНК синтезом или репликацијом катализоване ДНК-полимеразе унутар ћелија.

### Неорганске молекуларне жице
Неорганске молекуларне жице се састоје од једнодимензионалних структура кластера које обично повезују јонске везе. Ови материјали се могу синтетизовати на високој температури. На пример, типична синтеза Mo6S9-xIx је изграђена у затвореној и вакуумираној кварцној ампули. Комерцијално доступани лим молибдена, сумпорни прах, и I2 су помешани у жељеном односу. Ампула је полако загрејана до тепературе од 1343 К, узорак је држан на тој температури 72 сата и затим се полако охладио да би се добила молекуларна жица.

## Наножице у молекуларној електроници
Да би били од користи за повезивање молекула, молекуларне жице морају саме склопити добро дефинисане руте и формирати поуздане електричне контакте између њих. Идеја је репродуктивно самостално склапати комплексно коло базирано на појединачним молекулима. Идеално, оне би се повезале са различитим материјалима, као што су златне површине метала (за везе са спољним светом), биомолекули (за наносензоре, наноелектроде, молекуларне прекидаче), и што је најважније, морају дозволити ширење. Конектори такође треба да буду доступни са унапред одређеним пречником и дужином. Такође, треба да имају ковалентно везивање како би се осигурало поновљив транспорт и особине контакта. Молекули слични ДНК који имају специфично распознавање молекуларне величине могу се користити у производњи молекуларних скела. Комплексни облици су демонстрирани, али нажалост, метално обложена ДНК која је електрично проводљива је исувише дебела да би се повезала са појединачним молекулима. Тање обложеној ДНК недостаје електронска повезаност и није прикладна за повезивање компонената молекуларне електронике. Неке врсте угљеничних наноцеви проводе, а повезивање на њиховим крајевима може се постићи додавањем повезујућих група. Нажалост, производња угљеничних наноцеви са унапред одређеним својствима тренутно није могућа, а функционализовани крајеви обично не проводе, што ограничава њихово коришћење у сврху молекуларних конектора. Појединачне угљеничне наноцеви могу бити лемљене у електронском микроскопу, али контакт није ковалентан и не може бити самосклопљен. Могуће руте за изградњу већих функционалних кругова помоћу Mo6S9−xIx молекуларних жица су приказане, било путем златних наночестица као линкера , или директном везом са тиолираним молекулима. Два приступа могу довести до различитих могућих примена. Употреба златних наночестица нуди могућност ширења и изградње већих кругова.

### Остала истраживања
Молекуларне жице могу се уградити у полимере, побољшавајући њихове механичке и / или проводне особине. Унапређење ових особина ослања се на униформну дисперзију жица у host полимеру. MoSI жице су направљене у таквим спојевима, ослањајући се на њихову супериорну растворљивост унутар host полимера у поређењу са другим наножицама или наноцевима. Снопови жица могу се користити за побољшање триболошких особина полимера, са применама у актуаторима и потенциометрима. Недавно је предложено да се увијене наножице могу користити као електромеханички наноуређаји за мерење сила и обртних моомента на нано скали са великом прецизношћу.